# Cisteller de Perijá
El cisteller de Perijá (Asthenes perijana) és una espècie d'ocell de la família dels furnàrids (Furnariidae) antany ubicat al gènere Schizoeaca.

## Descripció
- Fa 19 cm de llargària total.
- Presenta una cua llarga i punxeguda.
- El seu color és marró grisenc.[2]

## Alimentació
Menja artròpodes i baies.

## Hàbitat
Viu en zones arbustives i praderies de clima tropical i subtropical a gran altitud.

## Distribució geogràfica
És un endemisme de la Serralada del Perijá a Colòmbia (Departament de La Guajira) i Veneçuela (Zulia).

## Estat de conservació
Hom creu que només n'hi ha entre 250 i 999 exemplars en estat silvestre. El seu hàbitat per sota dels 2.000 m d'altitud es troba amenaçat pel conreu de narcòtics, la colonització descontrolada, la ramaderia i les explotacions mineres. A més altitud, aquests problemes no són tan acusats però, tot i així, el seu hàbitat es troba ara fragmentat i en declivi degut als conreus il·legals i la desaparició dels boscos a causa dels incendis intencionals i la seua conversió en conreus de Papaver.